# Ladislav II. Uherský
Ladislav II. Uherský (1131 – 14. ledna 1163) byl uherský (vzdoro)král od července 1162 do své smrti. Pocházel z rodu Arpádovců, jeho otcem byl Béla II. Uherský a jeho matkou Helena Srbská, dcera srbského velkožupana Uroše I. O trůn soupeřil se svým synovcem Štěpánem III. Uherským, synem svého staršího bratra Gejzy II. Ladislavův nárok uznala větší část uherské šlechty a především jej podporoval byzantský císař Manuel I. Komnenos, ovšem naopak ostřihomský římskokatolický arcibiskup Lukáš odmítl provést korunovaci a místo toho Ladislava exkomunikoval. Za to jej Ladislav nechal uvěznit a propustil jej až na žádost papeže Alexandra III. Ladislav zemřel 14. ledna 1163 a byl pohřben v katedrále ve Stoličném Bělehradě. Je možné že byl otráven. Vzhledem k tomu, že panoval pouze jako vzdorokrál a nikdy pevně nedržel všechnu moc, nebývá v některých seznamech uherských králů vůbec zmíněn.